# Scopula flexio
Scopula flexio là một loài bướm đêm trong họ Geometridae.